# أبو جعفر الفارسي
أبو جعفر الفارسي الفيض بن أبي صالح شيرويه هو أحد وزراء الخليفة محمد المهدي بن أبي جعفر المنصور، نصرانياً في الأصل ومن المشهورين بالعلم والأدب والكرم الواسع، وقد انتهت وزارته بموت المهدي عام 169 هـ، ثم ولِّي ديوان الجيش إلى أن مات في 173 هـ وهو مسلم.

## صفاته
كان الفيض سخيّاً مفضالاً، يبذل ماله، وكان جوّاداً عزيز النفس كبير الهمة، كثير الكبر والتيه، حتى قال فيه أحد الشعراء:
وكان يحيى بن خالد البرمكي إذا استعظم أحد كرمه وجوده قال:

## ما ورد عنه
ورد عنه في جوده وكرمة حادثة بينه وبين زبيدة بنت جعفر بن أبي جعفر المنصور، زوجة هارون الرشيد، ما يلي:

كان داود كاتب زبيدة، قد وضع رجلاً في الحبس وكيلاً لزبيدة وقد وجب على الوكيل في حسابه مئتا ألف درهم. ومكث الوكيل في الحبس بضعة أيام، وهداه تفكيره إلى صديقين له، هما: عيسى، وسهيل بن صباح، فكتب لهما يرجوهما أن يذهبا إلى داود ليتكلما في أمر دَينِه وحسابه. وركب الرجلان إلى داود، وبينما هما في طريقهما إليه، لقيهما الفيض فسألهما: ما خطبكما؟

قالا: نحن ذاهبان إلى داود كاتب زبيدة من أجل وكيلها.

فقال لهما الفيض: أتحبان أن أكون معكما وفي صحبتكما؟

قالا: حباً وكرامة.

وانطلق ثلاثتهم إلى داود، وكلّموه في إطلاق الرجل، فقال داود: ليس الأمر بيدي، وإنما أكتب إلى أم جعفر (زبيدة) فأستشيرها، وكتب إليها يعلمها خبر القوم، وسبب حضورهم، ومسألتهم في إطلاق الوكيل.

قرأت زبيدة الرسالة، فكتبت فيها بأن يعرفهم داود بما وجب على الوكيل من مال، ويعلمهم أيضاً أنه لا سيبل إلى إطلاقه من السجن دون أن يؤدي ما عليه من المال.

وقرأ ثلاثتهما ما كتبته زبيدة على الرقعة، وهنا قال صديقا الرجل، عيسى وسهل: لقد قضينا حق الرجل، ووفينا بما وعدناه من ذهاب إلى داود، وقد رفضت أم جعفر أن تطلق صاحبنا ألا بالمال، فقوموا ننصرف.

غضب الفيض بن أبي صالح من هذا الكلام؛ فقال لهما: يا هذان، كأنَّا أتينا إلى هنا لكي نؤكد حبس الرجل، أليس كذلك؟ فقالا له: وماذا نصنع إذاً؟ فأجاب الفيض قائلاً: نؤدي عنه المال، ونخرجه من الحبس، ونكشف عنه ضائقته.

ثم كتب الفيض إلى وكيله في أن يحمل المال عن الرجل، ودفع بكتابه هذا إلى داود كتاب أم جعفر، وقال: قد أزحنا عنك علتك في المال، فادفع إلينا صاحبنا.

فقال داود: لا سبيل إلى طلبك هذا قبل أن أُعلم أم جعفر الخبر.

وكتب داود إلى زبيدة عما حدث، فقالت: أنا أولى بهذه المكرمة من الفيض بن أبي صالح، فاردد عليه كتابه بالمال، وادفع إليه بالرَّجلِ، وقل له لا يعاود مثل ما كان عليه.